# Période révolutionnaire irlandaise
La période révolutionnaire dans l'histoire irlandaise s'est étendue des années 1910 et au début des années 1920, lorsque l'opinion nationaliste irlandaise a cessé de soutenir le parti parlementaire irlandais, en faveur du Home Rule, le projet de loi sur l'autonomie, pour se rallier au mouvement républicain Sinn Féin. Il y a eu plusieurs vagues de troubles civils liés au loyalisme d'Ulster, au syndicalisme et au républicanisme de la force physique. Avec le concours d'autres évènements, cela a conduit la guerre d'indépendance irlandaise, aboutissant à la création de l'État libre d'Irlande, à la partition de l'Irlande et à la guerre civile irlandaise.
Certains historiens définissent la période révolutionnaire comme s'étendant de 1912 ou 1913 à 1923,,, plus précisément de l'introduction du troisième Home Rule Bill jusqu'à la fin de la guerre civile. Certains délimite la période de manière plus étroitement comme allant de 1916 à 1921 ou 1923, c'est-à-dire du soulèvement de Pâques jusqu'à la fin de la guerre d'indépendance ou de la guerre civile,.
Les premières années de l'État libre, lorsqu'il était gouverné par le parti pro-Traité, Cumann na nGaedheal, ont été décrites par certains historiens comme une contre-révolution.

## Description

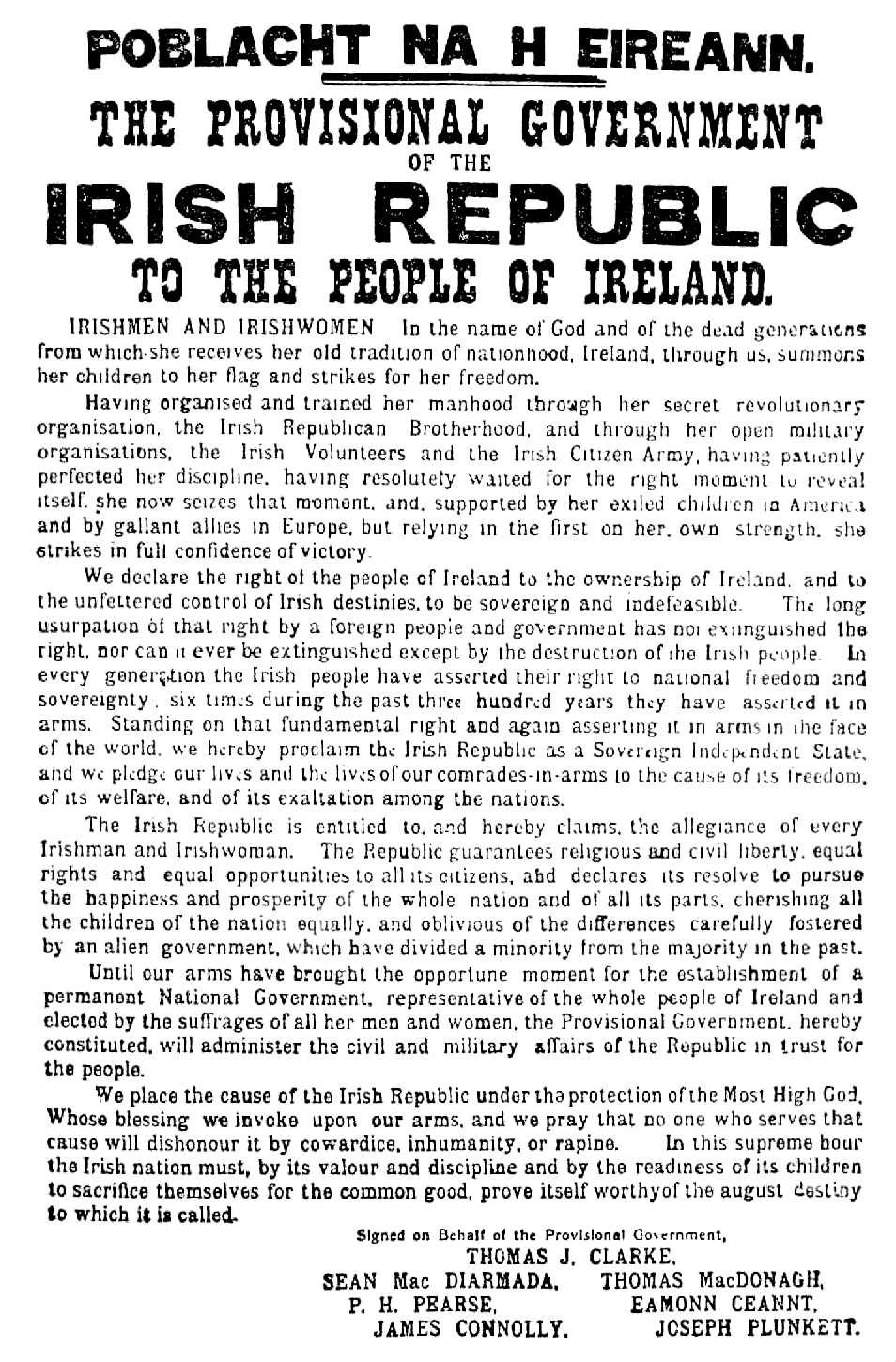
Proclamation de la République irlandaise par les dirigeants de l'Insurrection de Pâques

Le Home Rule semblait acquis en 1910 lorsque le Parti parlementaire irlandais (IPP) de John Redmond détenait la balance des pouvoirs à la Chambre des communes britannique. Le troisième projet sur le Home Rule fut introduit en 1912. La résistance unioniste fut immédiate, avec la formation de la milice des Volontaires d'Ulster (UVF). À leur tour, les Volontaires irlandais ont été créés en 1913 pour s'y opposer et empêcher l'UVF d'introduire l'autonomie gouvernementale en Ulster. Le lock-out de Dublin la même année conduit à la création de l'Irish Citizen Army.
En septembre 1914, deux mois après le déclenchement de la Première Guerre mondiale, le Parlement britannique adopta la loi de 1914 sur le gouvernement irlandais, connue sous le nom de Home Rule Act, pour mettre en place un gouvernement régionale autonome en l'Irlande. Cependant son application fut suspendu pour toute la durée de la guerre. Les dirigeants nationalistes irlandais et l'IPP sous Redmond ont soutenu la participation de l'Irlande à l'effort de guerre britannique, convaincus que cela garantirait la mise en œuvre du Home Rule après la guerre. Un noyau de dirigeants au sein des Volontaires irlandais s'opposa à cette décision, mais la majorité des hommes partent pour former les Volontaires nationaux, dont certains s'enrôlent dans les régiments irlandais de la Nouvelle armée britannique, les 10e et 16e divisions (irlandaises), les homologues de la 36e division unioniste (Ulster). Avant la fin de la guerre, la Grande-Bretagne a fait deux efforts concertés pour mettre en œuvre le Home Rule, un en mai 1916 et de nouveau avec la Convention irlandaise de 1917 à 1918, mais les nationalistes et les unionistes n'ont pas été en mesure de s'entendre sur les conditions de l'exclusion temporaire ou permanente de l'Ulster de ses dispositions.
La période 1916-1921 a été marquée par la violence et les bouleversements politiques, qui ont abouti à la partition de l'Irlande et l'indépendance de 26 de ses 32 comtés. Les volontaires irlandais et de l'Irish Citizen Army ont tenté en vain d'obtenir l'indépendance de l'Irlande durant le soulèvement de Pâques de 1916. Bien que le soutien aux insurgés ait été faible, l'exécution de quinze personnes par un peloton d'exécution, l'emprisonnement ou l'internement de centaines d'autres et l'imposition de la loi martiale ont provoqué un profond changement de l'opinion publique en faveur de la cause républicaine en Irlande. De plus, la menace sans précédent de la conscription au sein de l'armée britannique, pour les Irlandais, en 1918 afin de servir sur le front occidental à la suite de l'offensive allemande du printemps, a accéléré ce changement. Lors des élections de décembre 1918, le Sinn Féin, le parti des insurgés, remporte les trois quarts de tous les sièges en Irlande. Vingt-sept de ces députés se sont réunis à Dublin le 21 janvier 1919 pour former un parlement de la République irlandaise, composée de 32 comtés. Le premier Dáil Éireann a déclaré unilatéralement la souveraineté sur l'île d'Irlande.
Refusant de négocier avec la Grande-Bretagne un accord autre que l'indépendance complète, l'Armée républicaine irlandaise, a mené une guerre de guérilla, la guerre d'indépendance irlandaise, de 1919 à 1921. Au plus fort des combats, la quatrième loi sur le gouvernement de l'Irlande de 1920  a mis en œuvre le Home Rule tout en séparant l'île en ce que la loi du gouvernement britannique appelait «l'Irlande du Nord » et « l'Irlande du Sud ». En juillet 1921, les gouvernements irlandais et britannique ont convenu d'une trêve qui a mis fin à la guerre. En décembre 1921, des représentants des deux gouvernements signèrent le traité anglo-irlandais. La délégation irlandaise était menée par Arthur Griffith et Michael Collins. Ce traité créa l'État libre d'Irlande, un dominion autonome du Commonwealth des nations à la manière du Canada et de l'Australie. En vertu de ce document, l'Irlande du Nord pouvait se retirer de l'État libre et rester au sein du Royaume-Uni : ce qui fut fait rapidement. En 1922, les deux parlements ratifièrent le traité, officialisant le statut de dominion de l'État libre d'Irlande, composé de 26 comtés (qui s'est rebaptisé l'Irlande et a revendiqué la souveraineté sur toute l'île en 1937, se déclarant république en 1949), tandis que l'Irlande du Nord, ayant obtenue le Home Rule pour elle-même, est restée une partie du Royaume-Uni.

## Chronologie
1911
Le Parliament Act de 1911 restreint la capacité de la Chambre des lords d'opposer son veto au Home Rule
1912
Troisième projet de loi Home Rule présenté à Westminster ; Pacte d'Ulster signé par les opposants unionistes au Home Rule
1913
Lock-out de Dublin, conflit des travailleurs
1914
Incident de Curragh, mutinerie d'officiers de l'armée unioniste; La Première Guerre mondiale éclate; Troisième projet de loi Home Rule qui fut suspendu pour la durée de la guerre
1915
Éloge panégyrique de Patrick Pearse lors des funérailles de Jeremiah O'Donovan Rossa : « L'Irlande non libre ne sera jamais en paix »
1916
Insurrection de Pâques ; Bataille de la Somme dans laquelle les soldats irlandais occupent une place importante, notamment la 36e division (Ulster) majoritairement unioniste et la 16e division nationaliste irlandaise
1917
La Convention irlandaise échoue à trouver un compromis politique
1918
Crise de la conscription ; La Première Guerre mondiale se termine ; les élections générales voient le Sinn Féin éclipser le Parti parlementaire irlandais
1919
Le premier Dáil proclame une République irlandaise ; L'armée républicaine irlandaise lance la guerre d'indépendance irlandaise (alias «guerre anglo-irlandaise» ou «guerre Black and Tan»)
1920
La loi sur le gouvernement de l'Irlande de 1920 établit la partition de l'Irlande en deux juridictions autonomes : l'Irlande du Nord dominée par les unionistes et l'Irlande du Sud
1921
Cessez-le-feu pendant la guerre d'indépendance ; Le gouvernement d'Irlande du Nord entre en fonction ; Les gouvernements britannique et le Dáil signent le Traité anglo-irlandais
1922
Le gouvernement provisoire commence à administrer ce qui deviendra l'État libre d'Irlande ; La guerre civile irlandaise commence entre l'État libre et les républicains anti-traités
1923
L'État libre gagne la guerre civile
1924
Mutinerie de l'armée irlandaise réprimée
1925
L'effondrement de la commission irlandaise sur les frontières signifiant que la frontière de 1920 devient permanente
1926
Le Fianna Fáil se sépare du Sinn Féin anti-traité
1927
Le Fianna Fáil entre au Dáil après avoir souscrit de manière contestable au serment d'allégeance.

## Commémoration
Des récits historiques unionistes et nationalistes distincts existent pour les événements historiques en question; les perspectives nationalistes sont encore divisées par la guerre civile qui a mis fin à la période révolutionnaire. Le processus de paix en Irlande du Nord, avec sa promotion du dialogue et de la réconciliation, a modifié cette séparation,. Le Bureau d'histoire militaire créé par le gouvernement irlandais en 1947 a recueilli des récits d'histoire orale d'anciens combattants républicains de la période 1913 à 1921. Ses dossiers ont été scellés jusqu'au décès du dernier ancien combattant en 2003; ils ont été publiés en ligne en 2012.

En mai 2010, l'Institute for British Irish Studies de l'University College Dublin a organisé une conférence sur le thème A Decade of Centenaries: Commémorating Our Shared History Taoiseach Brian Cowen s'est adressé à la conférence. 
Cette prochaine décennie de commémorations, si elle est bien préparée et mûrement réfléchie, devrait nous permettre à tous sur cette île d'achever le voyage que nous avons commencé vers une paix et une réconciliation durables. Douze ans se sont écoulés depuis l'accord [du vendredi saint]. Au cours des douze prochaines années, nous assisterons à une série de commémorations qui nous permettront de réfléchir à d'où nous venons et où nous allons. Avec les centenaires de l'Ulster Covenant, la bataille de la Somme, l'insurrection de Pâques, la guerre d'indépendance, la loi sur le gouvernement irlandais et le traité, les événements qui ont conduit à la division politique de cette île doivent être réexaminés. Nous réfléchirons également aux rôles cruciaux joués par le mouvement syndical au cours de cette décennie déterminante.
Il a déclaré plus tard: "Nous pensons que le respect mutuel doit être au cœur de tous les événements commémoratifs et que l'exactitude historique doit être primordiale." 
Le comité mixte d'Oireachtas sur la mise en œuvre de l'accord du Vendredi saint a discuté de la commémoration le 13 octobre 2011, au cours de laquelle Ian Adamson a déclaré : « Le principal problème qui persiste est l'un des deux récits. Il y a un récit protestant loyaliste et un récit républicain ».

Le 27 février 2012, l'Assemblée d'Irlande du Nord a adopté une motion : 
Que cette Assemblée note le nombre de centenaires d'événements historiques importants affectant le Royaume-Uni et l'Irlande au cours des 10 prochaines années ; demande à l'exécutif de veiller à ce que ceux-ci soient marqués de manière inclusive; et demande en outre au Premier ministre et au Premier ministre adjoint, au ministre de la Culture, des Arts et des Loisirs et au ministre de l'Entreprise, du Commerce et de l'Investissement de travailler ensemble, avec les gouvernements britannique et irlandais, pour développer une approche coordonnée de la commémoration de ces événements importants de notre histoire commune.
Un groupe de consultation multipartite Oireachtas sur les commémorations existe, avec un « groupe consultatif d'experts d'éminents historiens ». En avril 2012, le programme commémoratif national pour la décennie des centenaires, couvrant les centenaires de 1912 à 1922, a été annoncé au ministère des Arts, du Patrimoine et du Gaeltacht sous la direction du ministre Jimmy Deenihan. En juin, Deenihan a déclaré que l'attention se porterait initialement sur 2016, centenaire de l'Insurrection de Pâques.
Hugo Swire a déclaré au parlement britannique en mai 2012 que le bureau pour l'Irlande du Nord consultait l'exécutif d'Irlande du Nord et le gouvernement irlandais, déclarant que « toutes ces discussions sous-tendent la nécessité de promouvoir la tolérance et la compréhension mutuelle pour garantir que ces anniversaires soient commémorés avec tolérance, la dignité et le respect de tous ».
Lors d'un débat sur le programme au Seanad en juin 2012, Martin McAleese a déclaré : « Il serait peut-être plus juste de considérer non seulement la décennie de 1912 à 1922, mais plutôt la période de 13 ans de 1911 à 1923, comme représentant les années turbulentes qui eut un impact si dramatique sur le cours de l'histoire de notre île. Il y a environ 62 événements au cours de cette période qui constituent l'ensemble des célébrations du centenaire, depuis l'arrivée de James Connolly à Belfast en 1911 jusqu'à la fin de la guerre civile en 1923 ».
Une série de conférences, Réflexion sur une décennie de guerre et de révolution en Irlande 1912-1923, a été organisée par Universities Ireland à partir de juin 2012.
Century Ireland est un site Web lancé en mai 2013 pour suivre les événements au fil de leurs centenaires, en utilisant à la fois des documents d'époque et des commentaires modernes. Il est produit par le "Center for Irish Programs" du Boston College, et est financé par le Département des Arts, du Patrimoine et du Gaeltacht et hébergé par RTÉ.ie,.